# Geometria d'Einstein-Weyl
Una geometria d'Einstein-Weyl és una varietat de conformació llisa, juntament amb una connexió de Weyl compatible que satisfà una versió adequada de les equacions de buit d'Einstein, considerades per primera vegada per Cartan (1943) i que porta el nom d'Albert Einstein i Hermann Weyl. Concretament, si {\displaystyle M} és una varietat amb una mètrica conforme {\displaystyle [g]}, aleshores una connexió Weyl és per definició una connexió afí sense torsió {\displaystyle \nabla } tal que{\displaystyle \nabla g=\alpha \otimes g} on {\displaystyle \alpha } és una forma única.
El tensor de curvatura es defineix de la manera habitual per {\displaystyle R(X,Y)Z=(\nabla _{X}\nabla _{Y}-\nabla _{Y}\nabla _{X}-\nabla _{[X,Y]})Z,} i la curvatura de Ricci és {\displaystyle Rc(Y,Z)=\operatorname {tr} (X\mapsto R(X,Y)Z).} La curvatura de Ricci per a una connexió de Weyl pot no ser simètrica (la seva part sesgada és essencialment la derivada exterior de {\displaystyle \alpha }.)
Aleshores, una geometria d'Einstein-Weyl és aquella per a la qual la part simètrica de la curvatura de Ricci és múltiple de la mètrica, mitjançant una funció suau arbitrària:  {\displaystyle Rc(X,Y)+Rc(Y,X)=f\,g(X,Y).}
L'anàlisi global de les geometries d'Einstein-Weyl és generalment més subtil que la de la geometria conformal. Per exemple, el cilindre d'Einstein és una estructura conformal estàtica global, però només un període del cilindre (amb l'estructura conforme de la mètrica de De Sitter) és Einstein–Weyl.